# 日本国とソヴィエト社会主義共和国連邦との共同宣言
日本国とソヴィエト社会主義共和国連邦との共同宣言（にほんこくとソヴィエトしゃかいしゅぎきょうわこくれんぽうとのきょうどうせんげん、ロシア語: Совместная декларация Союза Советских Социалистических Республик и Японии、昭和31年12月12日・条約第20号）は、1956年（昭和31年）10月19日に日本国とソビエト連邦がモスクワで署名し、同年12月12日に発効した条約。これによって両国の国交が回復して外交関係も正常化したが、国境確定問題（北方領土問題）は先送りされた。通称は「日ソ共同宣言」（にっそきょうどうせんげん、ロシア語：Советско-Японская Совместная Декларация）と言う。

## 経緯

### 交渉開始まで
第二次世界大戦末期の1945年（昭和20年）8月8日、ソ連はヤルタ協定に基づき、大日本帝国に対し日ソ中立条約の破棄を通知すると共に国交を断絶して宣戦を布告した。これを受けて日本はポツダム宣言の受諾を決断するが、ソビエト連邦軍はそれ以降も侵攻を続け、最終的に満州国（中国東北部）・朝鮮半島北部（北朝鮮）・南樺太（サハリン南部）そして帝政ロシアとの国交樹立以来日本固有の領土として認められていた北方領土を含む千島列島全域を占領した。特に国後島・色丹島・歯舞群島の占拠は、日本が降伏文書に署名した9月2日に前後してなされたものであった。
日本はこの侵攻が日ソ中立条約の残存期間中に行われたと主張し、中でも北方4島については日本固有の領土であるとする立場を今日に至るまで保持している（北方領土問題）。一方ソ連は、真珠湾攻撃による日米開戦の5ヶ月前の1941年（昭和16年）7月7日の関東軍特種演習により日ソ中立条約は事実上失効しており、法的には問題無いと主張した。
また、ソ連は連合国の一員として日本統治への関与を求め、連合国軍最高司令官総司令部（GHQ/SCAP）への諮問機関として設置された対日理事会に参加したが、アメリカ陸軍将軍でもある最高司令官のダグラス・マッカーサーは対日理事会をほぼ無視し、日本政府も圧倒的なアメリカの支配力に服属したため、日ソ両国の外交ルートはほぼ完全に途絶えていた。
その後1948年（昭和23年）に日ソ間の民間貿易協定が締結され、ソ連が併合を宣言した樺太や千島列島などの日本人島民・満州や朝鮮半島に取り残された居留民・さらにシベリアに不当に抑留された日本軍将兵を日本に送還する事業は続けられたが、両国間の継続的な外交関係は築かれないままだった。
政治的混乱が一応収束してサンフランシスコ講和条約の締結が政治的課題になると、国際情勢が東西冷戦下にあって、日本国内ではアメリカを中心とする資本主義の西側諸国との「単独講和」か、ソ連などの社会主義の東側諸国も含んだ「全面講和」かという論争が起こったが、日米開戦反対派の一人でもあった親米路線の吉田茂首相は単独講和路線を採用した。一方のソ連は1950年（昭和25年）2月14日に毛沢東率いる中国共産党が、蔣介石率いる中華民国の国民党政府を台湾に追いやって国共内戦に勝利したことで、中国大陸を新たに支配した中華人民共和国（1949年10月1日に建国）との間に中ソ友好同盟相互援助条約を締結したが、この中で「日本軍国主義復活への反対」を明記した事で、日本政府の対ソ感情はますます悪化した。これは同年6月25日勃発の朝鮮戦争で日本が、ソ連陣営側の金日成率いる北朝鮮（朝鮮民主主義人民共和国、1948年9月9日樹立）による先制攻撃を受けたアメリカ陣営側の李承晩率いる韓国（大韓民国、1948年8月15日樹立）とともに戦闘を行うアメリカ軍（国連軍）の後方支援基地となり、ソ連が中国を通じて間接的に参戦した（全面的な軍事援助、空軍兵士の参戦）代理戦争となった事で更に拗れた。
また、ソ連がシベリア抑留者の一部を戦争犯罪者として裁き、ソ連国内で服役させた事や、日本政府とアメリカ占領当局がレッドパージにより日本共産党を弾圧し、事実上非合法化したというそれぞれの国内事情も、関係正常化の阻害要因となった。
1951年（昭和26年）9月8日にアメリカ合衆国のカリフォルニア州サンフランシスコで「サンフランシスコ講和条約」が締結され、日本と連合国との戦争状態は正式に終結したが、講和会議に中国の代表として中華人民共和国全権代表を招請しなかった事に反発するソ連は会議に全権代表を出席させたものの、条約調印は拒否した。その為1952年（昭和27年）4月28日の条約発効と共に対日理事会が消滅した後は、日ソ両国の接点は失われた。
ただしソ連側においても日本との外交関係回復は、戦後処理の政治的経済的課題として存在しており、1953年（昭和28年）3月5日のヨシフ・スターリンの死去と同年7月27日の朝鮮戦争の休戦は西側諸国との関係改善をより積極的に進める要素となった。日本でも親米主義に傾倒する自由党の吉田茂首相（第5次吉田内閣）が1954年（昭和29年）12月10日に退陣し、保守派ながらアメリカ以外の国も重視した独自外交を模索する日本民主党の鳩山一郎へ政権が交代した事で（第1次鳩山一郎内閣）、外交交渉開始への環境が徐々に整っていった。また、日本の国際社会復帰を完成させる国際連合加盟には、日本の加盟案に対して国際連合安全保障理事会常任理事国の一国として拒否権を発動するソ連との関係正常化が不可欠であった。

### 交渉の経緯
鳩山は、内閣総理大臣就任早々の記者会見で「第三次世界大戦回避のためにも東西陣営は貿易を盛んにすべきだ」と発言し、対ソ交渉への意気込みを見せた。これを受けて駐日ソ連代表部からコンタクトがあり、1955年（昭和30年）1月7日と25日にアンドレイ・ドムニツキー首席代理が「音羽御殿」を極秘に訪問し、ソ連側に諸懸案について交渉する用意がある旨を申し入れた。ドムニツキーは25日「ソ連政府からの文書」として発信者の氏名も日付も記載されていない文書（「ドムニツキー書簡」）を鳩山に手渡した。
　ソ連邦は、対日関係正常化の熱望に促され、周知のごとく、終始一貫して両国関係の調整を唱えてきた。日・ソ関係正常化の用意ある旨の意思表示は、なかんずく周知の一九五四年十月十二日付の中ソ共同宣言及び十二月十六日のソ連邦外務大臣ヴィ・エム・モロトフ氏の声明中に行われている。

　鳩山総理大臣が最近の声明中において、日・ソ関係の解決に賛意を表していることも世間に知られている。日・ソ関係正常化の希望は、また重光外務大臣によつて、一九五四年十二月十一日の声明及びその後の諸声明において表明されている。
　このような情勢を考慮に入れて、ソヴィエト側は、日・ソ関係の正常化のため執りうべき措置について、意見の交換を行うことが事宜に適するものと信ずる次第である。

　ソヴィエト側は、モスクワ又は東京のいずれかにおいて行われうべき交渉のため代表者を任命する用意あり、この点についての日本側の意向を承知したいと考えるものである。—ドムニツキー書簡、
6月3日から、イギリスのロンドンにあるソビエト連邦大使館で国交正常化交渉が開始された。日本側の松本俊一全権大使とソ連側のヤコフ・マリク駐イギリス大使による交渉は北方領土問題で難航し、保守合同による自由民主党の発足と対ソ強硬派の活動という日本側の国内事情もあって、交渉は難航。同年12月にソ連は日本を含んだ国際連合への18ヵ国の一括加盟案に拒否権を発動した。
1956年（昭和31年）３月20日に交渉決裂に至り、翌日からソ連は北海道北方の海域に漁業制限区域（「ブルガーニン・ライン」）を設け、日本の漁船を締め出したばかりかその拿捕や漁民の連行が相次ぎ、日本の水産業に打撃を与えた。
しかし、ソ連との国交回復と国際連合加盟を自らの政権の中心課題とする鳩山首相の熱意は強く、モスクワへ渡った河野一郎農林大臣とニコライ・ブルガーニン首相（閣僚会議議長）とのタフネゴシエーションの結果、日ソ漁業条約が結ばれた。また、日ソ漁業交渉の決着は国交正常化への地ならしともなった。
10月12日に鳩山首相（第3次鳩山一郎内閣）は河野農林大臣などの随行団と共にモスクワを訪問し、ニキータ・フルシチョフ第一書記などとの首脳会談が続けられた。鳩山側は「２島返還を受諾した場合、沖縄をアメリカの領土にする」としたジョン・フォスター・ダレス国務長官の発言（「ダレスの恫喝」）や「歯舞、色丹の即時返還」「国後、択捉は日本固有の領土」とする自民党の党議拘束による制約を受けていたが、焦点の北方領土問題はまず国交回復を先行させ、平和条約締結後にソ連が歯舞群島と色丹島を日本に譲渡するという前提で改めて平和条約の交渉を実施するという合意がなされた。
10月19日にモスクワに於て鳩山・ブルガーニン両首相が「日本国とソヴィエト社会主義共和国連邦との共同宣言」に署名し、両国での批准を経て12月12日に東京において批准書が交換されて発効した。

## 宣言の内容
- 日ソ両国は戦争状態を終結し、外交関係を回復する。
- 日ソ両国はそれぞれの自衛権を尊重し、相互不干渉を確認する。
- ソ連は日本の国際連合への加盟を支持する。
- ソ連は戦争犯罪容疑で有罪を宣告された日本人を釈放し、日本に帰還させる。
- ソ連は日本国に対して一切の賠償請求権を放棄する。
- 日ソ両国は1945年8月9日以来の戦争の結果として生じたそれぞれの国・その団体及び国民のそれぞれ他方の国・その団体及び国民に対する全ての請求権を相互に放棄する。
- 日ソ両国は通商関係の交渉を開始する（同日に日ソ通商航海条約を締結）。
- 日ソ両国は漁業分野での協力を行う。
- 日ソ両国は引き続き平和条約の締結交渉を行い、条約締結後にソ連は日本へ歯舞群島と色丹島を引き渡す（譲渡）。

## その後の影響

### 政治
共同宣言の締結によって日本の国際連合加盟への障害が無くなった。1956年（昭和31年）12月18日の国際連合総会で、ソ連は他の東ヨーロッパ諸国と共に日本の加盟に賛成し、全会一致による日本の加盟が実現した。また、この国際連合加盟により第3次鳩山一郎内閣は総辞職し、石橋内閣（石橋湛山首相）に引き継がれた。
しかし、平和条約の締結交渉は北方領土の全面返還を要求する日本と、平和条約締結後の2島返還で決着させようとするソ連の妥協点が見出せないまま、開始が延期された。
逆に1960年（昭和35年）1月に第2次岸改造内閣（岸信介首相）が日米安全保障条約の改定を行った事に対してソ連が反発し、歯舞群島と色丹島の返還を撤回したため、両国の政治的関係は再び冷却化した。1973年（昭和48年）10月に日本の田中角栄首相が再びモスクワを訪問するまで、両国の首脳会談は17年間も開催されなかった。1991年(平成3年)のゴルバチョフ来日時にはソ連は領土問題の存在を初めて文書で認めた。その後（平和条約締結後に歯舞群島・色丹島を日本へ引き渡すことを明記した）日ソ共同宣言はソ連崩壊後のロシア連邦に引き続き継承され、1993年（平成5年）10月のボリス・エリツィン大統領来日時に「日ソ間の全ての国際約束が日ロ間でも引き続き適用される」ことが確認された（東京宣言)。また、2000年（平成12年）9月にウラジーミル・プーチン大統領が来日時に「56年宣言（日ソ共同宣言）は有効であると考える」と述べ、2001年（平成13年）7月に両国が発表した「イルクーツク声明」では日ソ共同宣言の法的有効性が文書で確認された。2018年(平成30年)11月にシンガポールで行われた首脳会談では「56年宣言を基礎として平和条約交渉を加速させる」ことで合意した。然し2022年(令和4年)に発生したロシアによるウクライナ侵攻により日本がロシアに対ロ制裁を課して以来、平和条約交渉は事実上停止状態となっている。
一方、ソ連にとっては1955年の対西ドイツ国交樹立に続く敗戦国との外交関係回復であり、戦後処理は一応完結した。フルシチョフにとっては西側諸国との平和共存政策（「雪どけ」）の成果の1つとなった。ただし、日本が西側諸国の一員になる事は阻止できず、領土問題は日本国民のソ連への感情を悪いままに留める結果を招いた。

### 経済
外交関係の回復により、両国の経済交流が復活した。日本はシベリアの豊富な森林資源（北洋材）に注目し、シベリア鉄道を経由したヨーロッパ諸国への連絡ルートも旅客・貨物（中欧班列）両面で利用される事になった。一方でソ連は日本を北東アジアでの経済的パートナーとして見なし、国際見本市などの開催や投資の受け入れ、軍港として外国人の立ち入りを禁止したウラジオストクに代わる対日貿易港のナホトカの整備などを行った。
太平洋の北西部・オホーツク海における北洋漁業は、この共同宣言により政治的保証がなされて安定的な操業に大きく役立ったが、これ以後も北方領土付近の海域を中心に拿捕事件が多数発生し、長年に渡って両国関係を悪化させる要因ともなった。

### 文化
外交関係の回復は両国間の文化交流の再開にも繋がった。NHKは以前から国内学習者からの嘆願署名を受けていたが、この国交回復が加わったことで1956年11月からNHKラジオ第2放送にロシア語講座を追加した。また、1957年2月28日に昭和基地を設営した第1回南極観測の帰途に、基地のあるオングル島近海の氷原で閉じ込められた観測船宗谷の救援をソ連の砕氷船オビ号が行い、脱出後の3月13日に南アフリカ共和国のケープタウンで両船の乗組員による交歓会が行われた。ソ連船による救難は日本国内でも報道され、日本国内のソ連への感情の軟化に資した。

## エピソード
1955年（昭和30年）春、鳩山から日ソ交渉に向けての内奏を受けた昭和天皇は、共産国との国交回復を急ぐよりも国内に復興を急ぐべき問題が山積しているのではないかと発言した。これを受けて鳩山は狼狽するが、河野が「陛下のお言葉はご質問であり、ご意向の表明ではない」と説得し、日ソ国交回復は鳩山内閣の重要課題として堅持された。
河野の回想によると、1956年（昭和31年）10月18日の交渉中、河野はフルシチョフの大きく先端が鋭いペーパーナイフを見て、刺されたらたまらないと警戒していた。いたずら心もあってレーニンの写真入りのそのペーパーナイフを取ってしまおうと、フルシチョフにペーパーナイフをくれるよう頼んだ。フルシチョフは気前よく河野にペーパーナイフをくれた。河野は会談後、鳩山に「フルシチョフがそれを振り回すからヤバくて仕方が無いから分捕った。北方領土の代わりに総理に進呈しましょう」と、ペーパーナイフを鳩山にプレゼントした。『鳩山一郎・薫日記』にはそれを「ペーパーナイフをくれた由」と記している。河野がさらに翌日の会談で「昨日のは鳩山にあげたから自分用のが欲しい」と頼むと、フルシチョフは戸棚に大量にある中から1本取り出し、河野にくれた。それには河野も参ってしまったという。